# Jon-Jensaslåtten
Jon-Jensaslåtten är en sjö i Ljusdals kommun i Hälsingland och ingår i Ljusnans huvudavrinningsområde.